# Гайдусобосло – Озд
Гайдусобосло – Озд – Salgótarján – газопровід, споруджений для подачі ресурсу до ряду промислових підприємств на півночі Угорщини.
У першій половині 1960-х почалась розробка розташованого на сході Угорщини поблизу Дебрецену газового родовища Гайдусобосло. Для видачі його продукції у 1963-му ввели в дію трубопровід «Північ І» до міста Озд, в якому знаходився металургійний комбінат (наразі на його майданчику працюють окремі залишкові виробництва). Газопровід мав довжину 129 км, при цьому перші 53 км траси виконали в діаметрів 400 мм, тоді як наступна ділянка мала діаметр 300 мм.
З 1965-го певні обсяги блакитного палива почала споживати вугільна ТЕС Боршод, неподалік від якої проходила траса газопроводу Гайдусобосло – Озд. При цьому можливо відзначити, що до індустріальної зони Боршод також надходив імпортований ресурс із газопроводу Румунія – Кістокай, втім, більш якісний румунський природний газ був потрібен для розташованого в Боршоді хімічного комбінату. 
У 1968-му систему продовжили на 73 км до міста Salgótarján, в якому працював сталепрокатний завод. У цьому випадку 65 км траси до Batonyterenye виконали в діаметрі 400 мм, а завершальна перемичка від Batonyterenye до Salgótarján мала діаметр 300 мм.
Можливо також відзначити, що ресурс з Гайдусобосло не надто довго живив розташовану на півночі країни промисловість. В 1971-му до Будапешту вивели газопровід від Сегеду, по якому транспортувалась продукція найбільшого газового родовища країни Algyo. Це надало змогу вже у 1972-му ввести в дію ділянку довжиною 60 км та діаметром 400 мм між Zsambok (наразі знаходиться на Будапештському газопровідному кільці) та Batonyterenye, що уможливило подачу промисловим підпримствам на півночі блакитного палива з Algyo. А в 1975-му за кілька десятків кілометрів північніше від Гайдусобосло трасу «Північ І» перетнув газопровід Берегдароц – Будапешт, споруджений для транспортування ресурсу із СРСР. Доправлене ним блакитне паливо стали подавати як на північ, так у напрямку Гайдусобосло.
Також можливо відзначити, що з 1980-х на базі родовища Гайдусобосло створили підземне сховище газу.